# Пирджанлы, Тексин
Текси́н Пирджанлы́ (тур. Teksin Pircanlı; род. 1 января 1974, Адана) — турецкая актриса

 театра, кино и телевидения.

## Биография и карьера
Тексин Пирджанлы родилась 1 января 1974 года в Адане (Турция).
Пирджанлы начала карьеру как театральная актриса и работала в театре Метрополитен. С 2005 года она также снимается в фильмах и телесериалах, среди которых «Принцесса хлопковых полей» (2005), «Усадьба госпожи» (2009), «Небесная любовь» (2010), «Долина волков: Палестина» (2011), «Госпожа Дила» (2012), «Мой старый друг» (2014), «Однажды в Чукурова» (2018—2022).

## Фильмография
| Год       |   | Русское название          | Оригинальное название   | Роль   |
| --------- | - | ------------------------- | ----------------------- | ------ |
| 2005      | с | Принцесса хлопковых полей | Beyaz Gelincik          |        |
| 2009      | с | Усадьба госпожи           | Hanımın Çiftliği        |        |
| 2010      | с | Небесная любовь           | Yer Gök Aşk             |        |
| 2011      | ф | Долина волков: Палестина  | Kurtlar Vadisi Filistin |        |
| 2012      | с | Госпожа Дила              | Dila Hanım              |        |
| 2014      | с | Мой старый друг           | Kadim Dostum            |        |
| 2018—2022 | с | Однажды в Чукурова        | Bir Zamanlar Çukurova   | Назире |
| 2022      | ф | Джейлин                   | Ceylin                  | Мерьем |
| 2022      | с | Зимородок                 | Yalı Çapkını            | Заиде  |